# Ruta del Misisipí
La Ruta del Misisipí es una ruta de migración de las aves que generalmente sigue el Río Misisipí en los Estados Unidos y el Río Mackenzie en Canadá. Los principales puntos finales de la ruta incluyen al centro de Canadá y la región que rodea al Golfo de México; la ruta migratoria tiende a estrecharse considerablemente en el valle bajo del Río Misisipí en los estados de Misuri, Arkansas, y Luisiana lo que es la causa de los altos números de especies de aves que se cuentan en esas áreas. Algunas aves usan incluso esta ruta para migrar del Océano Ártico a la Patagonia. 
La ruta usada por las aves típicamente porque no hay montañas o incluso serranías de colinas que bloqueen esta senda en todo su trayecto. Buenas fuentes de agua, alimento y cubierta boscosa para protección existen a todo lo largo de la misma. Cerca del 40% de todas las aves migratorias acuáticas palmípeda y costeras de América del Norte usan esta ruta.
Las otras rutas de vuelo migratorio principales para aves norteamericanas son la de la Costa Atlántica, la Central, y la del Pacífico. La Ruta Central se junta con la Ruta del Misisipí entre Misuri y el Golfo de México. En la porción norte del Río Misisipí Superior, las aves se congregan en el Área sin Deriva, haciendo uso de las represas del Misisipí. [cita requerida]